# 22-Pistepirkko
22-Pistepirkko ist eine finnische Rock-Pop-Gruppe, die 1980 gegründet wurde. Ihr Name 22-Pistepirkko ist finnisch und bedeutet auf Deutsch 22-Punkt-Marienkäfer. Mittlerweile produzieren 22-Pistepirkko ihre Alben auf Englisch, das erste Album wurden jedoch in ihrer Landessprache aufgenommen.

## Geschichte

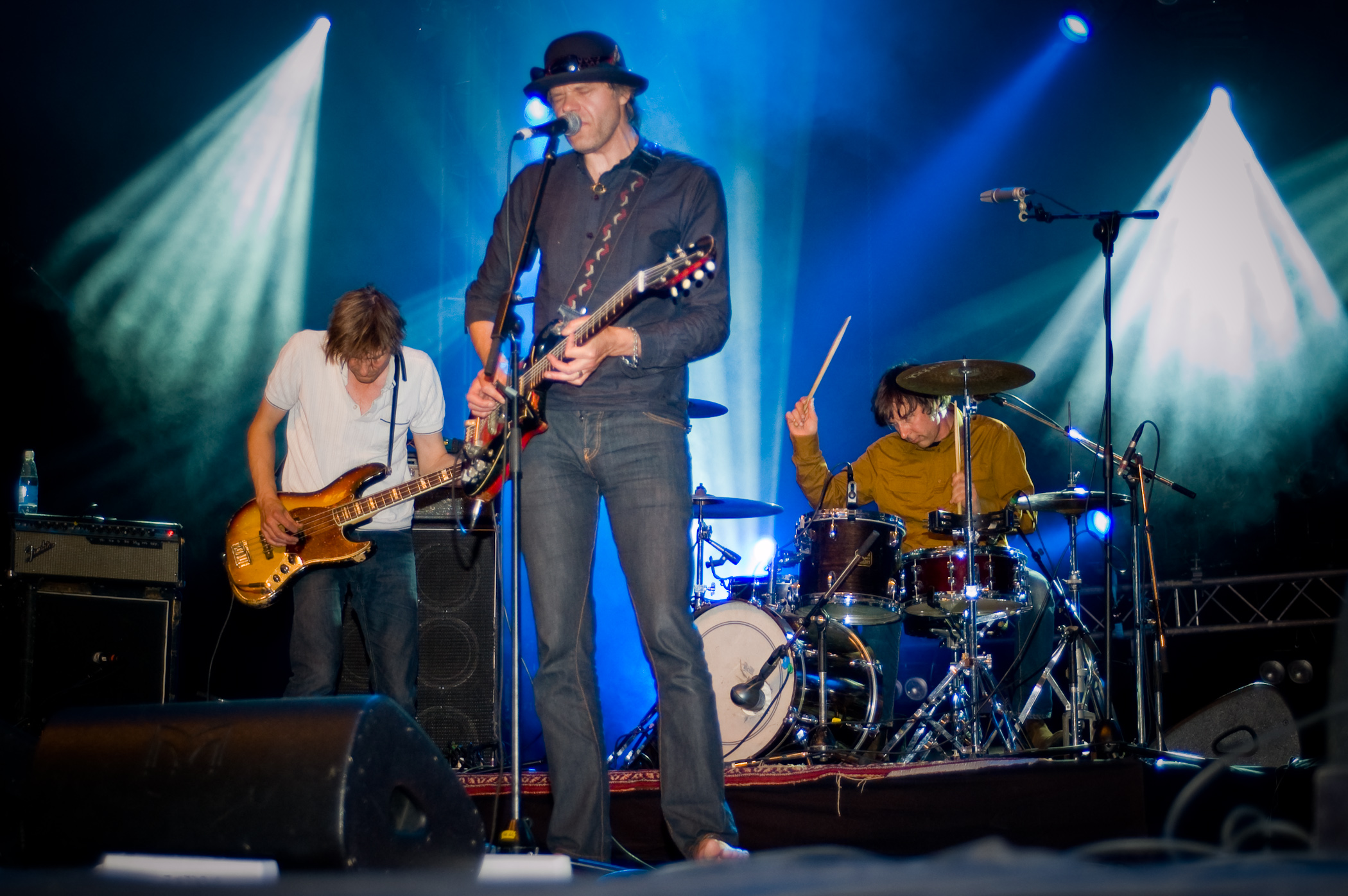
22-Pistepirkko auf dem Festival Ilosaarirock am 11. Juli 2008 in Joensuu

Die Band besteht aus den Brüdern Asko (Bass, Keyboard) und PK Keränen (Gitarre, Gesang) und ihrem Freund Espe Haverinen (Schlagzeug, Gesang). Sie begann als Punkband in Utajärvi, einem nordfinnischen Dorf, unter dem Namen „Matti Mätä & SS“.
1982 gewann die Band den Wettbewerb Championship of Rock in Finnland und nahm 1983 ihre erste EP auf. Die erste LP Piano, rumpu ja kukka (auf Deutsch: Piano, Trommel und Blume) wurde 1984 fertiggestellt und ist stark von 22-Pistepirkkos damaliger Vorbildband The Velvet Underground beeinflusst.
Erste Erfolge feierten sie mit ihrem ersten englischsprachigen Album The Kings of Hongkong, das Riku Mattila produzierte.
Zwei Jahre später gelang ihnen mit Bare Bone Nest der internationale Durchbruch. Das Album ist sehr blueslastig und verarbeitet auch Einflüsse aus der Country-Musik. Unter anderem spielten sie auf dem Roskilde-Festival und beim Transmusicales Festival im französischen Rennes.
1992 erschien Big Lupu. Durch das größere Budget und die Hinzunahme von Studiomusikern fiel das Album sehr experimentierfreudig aus. Birdy und Don't Say I’m So Evil wurden als Singles ausgekoppelt und waren Verkaufserfolge.
Rumble City, Lala Land (1995) integrierte Elemente aus der elektronischen Musik und dem Hip-Hop. 1997 erschien Zipcode, ein Remix-Album, auf dem mehrere Künstler sich ihrer Stücke annahmen. Auf Eleven wurde der eingeschlagene Weg fortgeführt. Das Album enthält zahlreiche Samples und Loops und entfernt sich immer mehr von der ursprünglichen Ausrichtung der Band. Eleven (1998) erreicht auch in den deutschen Alternative-Charts Platz 4. Das Lied Onion Soup wird ein weiterer internationaler Erfolg für die Band.
1999 beteiligte sich 22-Pistepirkko am Soundtrack zum Film Downhill City. Die Band lieferte darauf einen Querschnitt ihrer Karriere. Der Soundtrack enthält also sowohl rockige als auch elektronische Klänge. Das Nachfolgealbum von Eleven erschien 2001 unter dem Namen Rally of Love und wird fast komplett mit einem Sequencer erstellt. 22-Pistepirkko geht nach Veröffentlichung auf eine zweijährige Tour. Danach entschied sich die Band für eine längere Schaffenspause. Aufhören oder Weitermachen stand zur Debatte. Es ging weiter.
Während dieser Zeit spielen sie unter dem Namen „The Others“ vor allem Coverversionen, nutzen die Band aber auch, um „22-Pistepirkko“-Songs zu testen. Mit diesem Projekt nahmen die Mitglieder der Band auch ein 2006 veröffentlichtes Album namens Monochromeset auf, das ausschließlich Coversongs enthält.
Nach Angaben auf ihrer Homepage entstanden bis 2005 18 Lieder. Diese wurden von Kalle Gustafsson, dem Bassisten der Band The Soundtrack of Our Lives, produziert. Fünfzehn der Stücke erschienen als Album unter dem Namen Drops & Kicks. Die elektronischen Elemente wurden abgespeckt und das Album klang insgesamt wieder rockiger.
Das Lied Birdy wurde später (als Coverversion mit dem Titel Pöpi) einer der Hits der finnischen Humppaband Eläkeläiset.
Ihr eigenes Tonstudio „Bare Bone Studios“ hatten die Soundtüftler seit den 1990er Jahren. Mitte der 2000er Jahre gründeten sie zudem ihr eigenes Label „Bone Voyage Recording Company“.
Beim Crossroads Festival im Oktober 2011 wurde ein knapp einstündiger Auftritt der 22-PP für den WDR-Rockpalast mitgeschnitten.

## Diskografie

### Alben
- 1984: Piano, Rumpu ja Kukka
- 1987: The Kings of Hong Kong
- 1989: Bare Bone Nest
- 1992: Big Lupu (FI: Gold)[4]
- 1994: Rumble City, LaLa Land
- 1996: Zipcode
- 1998: Eleven
- 1999: Downhill City
- 2001: Rally of Love
- 2002: The Nature of 22-Pistepirkko
- 2005: Drops & Kicks
- 2006: Monochromeset (unter dem Namen „The Others“ aka 22-PP)
- 2008: (Well You Know) Stuff Is Like We Yeah!
- 2011: Lime Green Delorean
- 2019: Rumble City, LaLa Land
- 2022: Kind Hearts Have a Run Run

### Singles
- 1986: Ou Wee! / Hiss Hiss / Havana City Beat (7″ Vinyl-Single)
- 1987: Hong Kong King / Hank’s TV Set (7″ Vinyl-Single)
- 1988: 33/45 / Bone Bone Baby (7″ Vinyl-Single)
- 1988: Frankenstein / Don’t Go Home Joe (7″ Vinyl-Single)
- 1990: Don’t Play Cello / Frankenstein (französische Promo-7″ Vinyl-Single)
- 1992: Birdy / Swamp Blues
- 1992: Don’t Say I’m So Evil (fast) / Idem (slow) (französische Promo-CD)
- 1992: Don’t Say I’m So Evil (slow) / Idem (fast / Idem medium)
- 1994: (Just A) Little Bit More / Hey Mona (live)
- 1995: Gimme Some Water / Hong Kong King (live) / Rawhide (live)
- 1996: Roundabout / I Never Said (Vesa Lankinen Remix) / All Night Cafe (P. Rajanti Remix)
- 1998: Boardroom Walk / Boardroom Walk (Rainy Night Mix by Asko)
- 1998: Onion Soup / Miles & Nemo / Romeo (instrumental)
- 2001: This Time / Quicksand / Waiting for the Train / I’m a Moon Around You (Promo-CD)
- 2001: This Time / Idem (basement take) / Idem (basement take als Video)
- 2001: Quicksand / Havana City Beat / This Time (Hypno Video)
- 2002: Waiting for the Train / Idem (Jori Hulkkonen's Remix) / Idem (To Rococo Rot's Remix) / D-Day / Let the Romeo Weep (live) / Coffee Girl (Live-Video)
- 2002: Rally Of Love
- 2005: Rat King / Midnight Owl (demo) / Brian (demo)
- 2008: Angouleme 2036 / Sky Girl (Slide Demo) (7″ vinyl single)
- 2008: Suburban Ladyland / Close / Coffe Girl (Macchiatobubblemix) / 22-Pistepirkko – The Book (PDF-Datei, engl. Biografie)
- 2011: Birdy